# Melodi Grand Prix 1995
El XXXIV Melodi Grand Prix se celebró en Marienlyst en febrero de 1995. En esta edición se eligió como representantes noruegos en el Festival de la Canción de Eurovisión 1995 a Secret Garden con la canción Nocturne. Noruega ganó con esta canción el festival por segunda vez.

## Semifinal
Este año el Melodi Grand Prix noruego debía consistir en la elección de un artista conocido que hubiera elegido su propia canción. Pero debido al bajo interés del concurso, esto se dejó, y los sábados a las nueve se presentaba a los espectadores las canciones elegidas de 277 candidatos presentados. Las "batallas", con Knut Bjørnsen como presentador, consistían en elegir a una canción para pasar a las semifinal de las dos presentadas. Cuatro compositores fueron invitados, y estos fueron Nick Borgen, Arnold Børud, Rolf Graf y Rolf Løvland. Sus contribuciones fueron, respectivamente: "Kjære min engel", "La oss feire livet", "Kjærlighet for første gang" og "Nocturne". "Kjære min engel" fue escrito en realidad para Rune Rudberg, como más tarde ese año se publicó en el registro. Por deseo de la NRK, sólo habría artistas desconocidos, y fue la primera participación de Ole Ask en el Melodi Grand Prix.
| Duelo | Canción                    | Artista                               | Posición | % de votos |
| ----- | -------------------------- | ------------------------------------- | -------- | ---------- |
| 1     | En liten måne              | Irene Bjaanes                         | 2        | 23%        |
| 1     | Kom inn te' mæ             | Helga Hægeland Thomassen              | 1        | 77%        |
| 2     | Dans                       | Svein O. Greger                       | 1        | 70%        |
| 2     | Sanger i regn              | Betty & The Beagles                   | 2        | 30%        |
| 3     | Fly avsted                 | Gry Jeanette Antonsen                 | 2        | 49%        |
| 3     | Uten lyst, uten tro        | Geir Rönning                          | 1        | 51%        |
| 4     | Ham og meg                 | Fem Damer med Mannskor                | 2        | 31%        |
| 4     | Kan ikke du?               | Marianne Elstad Olsen                 | 1        | 69%        |
| 5     | La oss feire livet         | Arnold B Family                       | 1        | 52%        |
| 5     | Til en stjerne             | Elisabeth Ødegård Widmer              | 2        | 48%        |
| 6     | Oh Ramalama                | After Eight                           | 1        | 58%        |
| 6     | Fjelltonelek               | Tone Krohn Henriksen                  | 2        | 42%        |
| 7     | Mens tiden går             | Bente Bøe                             | 1        | 57%        |
| 7     | Mens tiden går             | Camilla Maria Myrås                   | 2        | 43%        |
| 8     | Nocturne                   | Secret Garden                         | 1        | 52%        |
| 8     | Kjære min engel            | Ole Ask                               | 2        | 48%        |
| 9     | Kjærlighet for første gang | Nina Grønvold                         | 1        | 65%        |
| 9     | Solskinn gir liv           | Elisabeth Røise og Ole-Marius Johnson | 2        | 35%        |

## Final
Un jurado eligió una décima canción en la final, "Til en stjerne", además de los nueve semifinalistas elegidos.
La final la presentó Petter Nome con Synnøve Svabo como periodista en el exterior. El ganador fue elegido por cuatro jurados regionales, un jurado artista irlandés en Dublín y otro jurado con Elisabeth Andreassen como portavoz.
Secret Garden fueron los elegidos para representar a Noruega en el Festival de la Canción de Eurovisión 1995 en Dublín, ganando el festival.